# WNBA Draft 2013
Der WNBA Draft 2013 war die 17. Talentziehung der Women’s National Basketball Association und fand am 15. April 2013 in den ESPN Studios in Bristol im US-Bundesstaat Connecticut statt. Die erste Runde des Draft wurde landesweit auf ESPN2 ausgestrahlt. Die zweite und dritte Runde waren auf ESPNU zu sehen.
Mit dem First Overall Draft-Pick wählten die Phoenix Mercury die US-Amerikanerin Brittney Griner aus. Auf den Plätzen zwei und drei wurden die US-Amerikanerinnen Elena Delle Donne (Chicago Sky) und Skylar Diggins (Tulsa Shock) selektiert. Diese drei Spielerinnen waren von der WNBA bereits vor dem Draft als künftige Publikumsmagneten („3 to See“) vermarktet worden.
Insgesamt wurden in drei Runden 36 Spielerinnen aus sieben Nationen von den WNBA-Franchises ausgewählt. Als einzige europäische Spielerinnen wurden die Belgierin Emma Meesseman (Washington Mystics) an Position 19, die Französin Diandra Tchatchouang (San Antonio Silver Stars) eine Stelle dahinter, sowie die Türkin Olcay Çakır (New York Liberty) an Position 27 ausgewählt.

## Draft-Reihenfolge
Die Draft-Reihenfolge wird am 26. September 2012 durch die Draft-Lotterie bestimmt. Dabei nehmen die vier Teams (Washington Mystics, Tulsa Shock, Phoenix Mercury und Chicago Sky) teil, die sich nicht für die Play-offs in der Saison 2012 qualifizierten; beziehungsweise deren Wahlrecht-Inhaber. Das schlechteste Team der regulären Saison hatte eine Chance von 44,6 Prozent die Lotterie zu gewinnen; das beste der vier nicht für die Playoffs qualifizierten Teams hatte eine Chance von 10,4 Prozent.
Die Draft-Reihenfolge der acht Play-off-Teilnehmer wird anhand deren Tabellenstandes in der regulären Saison 2012 gesetzt. Dabei gilt, dass die Mannschaft mit den wenigsten Siegen auf Position fünf steht. Die mittels Lotterie ermittelte Draft-Reihenfolge ist nur für die erste Runde bedeutend. Die Draft-Reihenfolge der zweiten und dritten Runde wird rein anhand des Tabellenstandes in der regulären Saison ermittelt. Die Mannschaften besitzen allerdings die Möglichkeit über Transfers Wahlrechte anderer Teams zu erwerben beziehungsweise eigene an andere Teams abzugeben.
Die Phoenix Mercury gewannen die Lotterie und rückten somit vom zweiten auf den ersten Rang in der Draft-Reihenfolge auf. Die Washington Mystics, das schlechteste Team der regulären Saison, rutschte trotz der höchsten Siegchancen auf den vierten Platz in der Draft-Reihenfolge ab.

## WNBA Draft

### Runde 1
| #   | Spielerin         | Nationalität       | WNBA-Mannschaft                                             | College/Profi-Team                     |
| --- | ----------------- | ------------------ | ----------------------------------------------------------- | -------------------------------------- |
| 1.  | Brittney Griner   | Vereinigte Staaten | Phoenix Mercury                                             | Baylor University                      |
| 2.  | Elena Delle Donne | Vereinigte Staaten | Chicago Sky                                                 | University of Delaware                 |
| 3.  | Skylar Diggins    | Vereinigte Staaten | Tulsa Shock                                                 | University of Notre Dame               |
| 4.  | Tayler Hill       | Vereinigte Staaten | Washington Mystics                                          | Ohio State University                  |
| 5.  | Kelsey Bone       | Vereinigte Staaten | New York Liberty                                            | Texas A&M University                   |
| 6.  | Tianna Hawkins    | Vereinigte Staaten | Seattle Storm                                               | University of Maryland, College Park   |
| 7.  | Toni Young        | Vereinigte Staaten | New York Liberty (von Atlanta Dream via Washington Mystics) | Oklahoma State University – Stillwater |
| 8.  | Kayla Alexander   | Kanada             | San Antonio Silver Stars                                    | Syracuse University                    |
| 9.  | Layshia Clarendon | Vereinigte Staaten | Indiana Fever                                               | University of California, Berkeley     |
| 10. | A’dia Mathies     | Vereinigte Staaten | Los Angeles Sparks                                          | University of Kentucky                 |
| 11. | Kelly Faris       | Vereinigte Staaten | Connecticut Sun                                             | University of Connecticut              |
| 12. | Lindsey Moore     | Vereinigte Staaten | Minnesota Lynx                                              | University of Nebraska-Lincoln         |

### Runde 2
| #   | Spielerin            | Nationalität       | WNBA-Mannschaft                            | College/Profi-Team                          |
| --- | -------------------- | ------------------ | ------------------------------------------ | ------------------------------------------- |
| 13. | Alex Bentley         | Vereinigte Staaten | Atlanta Dream (von Washington Mystics)     | Pennsylvania State University               |
| 14. | Sugar Rodgers        | Vereinigte Staaten | Minnesota Lynx (von Phoenix Mercury)       | Georgetown University                       |
| 15. | Kamiko Williams      | Vereinigte Staaten | New York Liberty (von Tulsa Shock)         | University of Tennessee                     |
| 16. | Davellyn Whyte       | Vereinigte Staaten | San Antonio Silver Stars (von Chicago Sky) | University of Arizona                       |
| 17. | Nadirah McKenith     | Vereinigte Staaten | Washington Mystics (von New York Liberty)  | St. John’s University                       |
| 18. | Chelsea Poppens      | Vereinigte Staaten | Seattle Storm                              | Iowa State University                       |
| 19. | Emma Meesseman       | Belgien            | Washington Mystics (von Atlanta Dream)     | ESB Villeneuve-d’Ascq (LFB)                 |
| 20. | Diandra Tchatchouang | Frankreich         | San Antonio Silver Stars                   | Basket Catalan Perpignan Méditerranée (LFB) |
| 21. | Jasmine Hassell      | Vereinigte Staaten | Indiana Fever                              | University of Georgia                       |
| 22. | Brittany Chambers    | Vereinigte Staaten | Los Angeles Sparks                         | Kansas State University                     |
| 23. | Anna Prins           | Vereinigte Staaten | Connecticut Sun                            | Iowa State University                       |
| 24. | Chucky Jeffery       | Vereinigte Staaten | Minnesota Lynx                             | University of Colorado Boulder              |

### Runde 3
| #    | Spielerin            | Nationalität       | WNBA-Mannschaft                           | College/Profi-Team                          |
| ---- | -------------------- | ------------------ | ----------------------------------------- | ------------------------------------------- |
| 25.  | Shenneika Smith      | Jamaika            | New York Liberty (von Washington Mystics) | St. John’s University                       |
| 26.  | Nikki Greene         | Vereinigte Staaten | Phoenix Mercury                           | Pennsylvania State University               |
| 27.  | Olcay Çakır          | Türkei             | New York Liberty (von Tulsa Shock)        | Fenerbahçe Bayan Basketbol Takımı (Türkei)  |
| 28.  | Brooklyn Pope        | Vereinigte Staaten | Chicago Sky                               | Baylor University                           |
| 29.  | Angel Goodrich       | Vereinigte Staaten | Tulsa Shock (von New York Liberty)        | University of Kansas                        |
| 30.  | Jasmine James        | Vereinigte Staaten | Seattle Storm                             | University of Georgia                       |
| 31.  | Anne Marie Armstrong | Vereinigte Staaten | Atlanta Dream                             | University of Georgia                       |
| 32.  | Whitney Hand         | Vereinigte Staaten | San Antonio Silver Stars                  | University of Oklahoma                      |
| 33.  | Jennifer George      | Vereinigte Staaten | Indiana Fever                             | University of Florida                       |
| 34.1 | Alina Jagupowa       | Ukraine            | Los Angeles Sparks                        | –                                           |
| 35.  | Andrea Smith         | Vereinigte Staaten | Connecticut Sun                           | University of South Florida                 |
| 36.  | Waltiea Rolle        | Vereinigte Staaten | Minnesota Lynx                            | University of North Carolina at Chapel Hill |

- 1 In der dritten Runde entschieden sich die Los Angeles Sparks für die 20-jährige Ukrainerin Alina Jagupowa. Eine WNBA-Vorschrift sieht allerdings vor, dass im Draft Spielerinnen außerhalb der Vereinigten Staaten nur im Alter von 20 Jahren ausgewählt werden dürfen. Die WNBA legt diese Vorschrift so aus, dass internationale Spielerinnen nur dann im Draft ausgewählt werden dürfen, wenn sie im Jahr des Drafts 20 Jahre alt werden. Da Alina Jagupowa im Jahr des Drafts noch 21 wird, wurde die Verpflichtung der jungen Ukrainerin von Seiten der Liga unterbunden.[5]